# Détonique
La détonique est l’étude des explosifs.